# Mitsubishi Dignity
Der Mitsubishi Dignity ist eine vom japanischen Automobilhersteller Mitsubishi ausschließlich in Japan angebotene Limousine der Oberklasse. 

## Erste Generation (1999–2001)

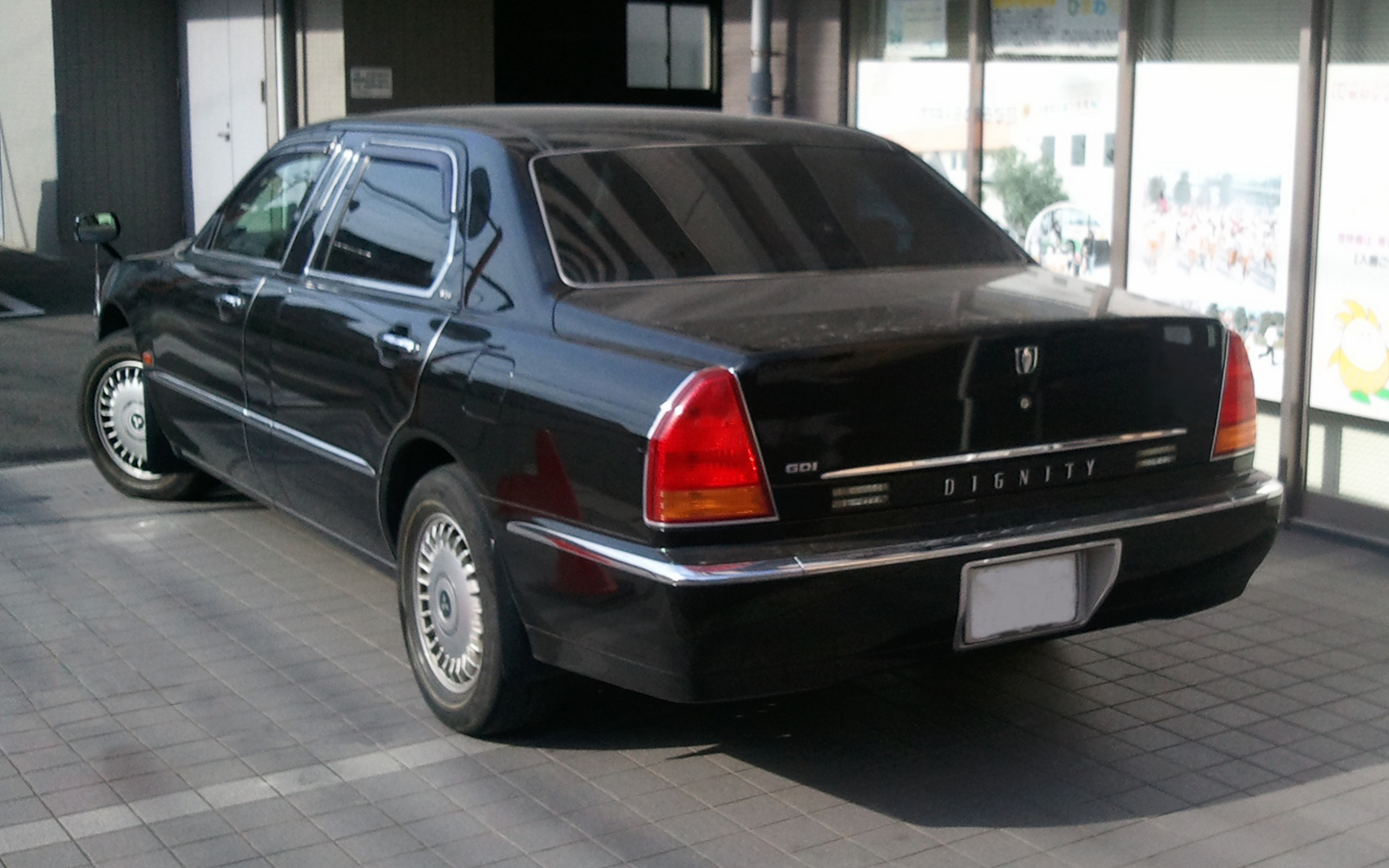
Heckansicht

Die erste Generation des Mitsubishi Dignity wurde von Ende 1999 bis März 2001 hergestellt. Der nach dem englischen Wort für Würde benannte Dignity basierte auf dem, um 25 cm auf 308 cm, verlängerten Radstand des Mitsubishi Proudia I und war das Flaggschiff der Mitsubishi-Modellpalette. Proudia und Dignity wurden gemeinsam mit der südkoreanischen Firma Hyundai entwickelt, die ihre eigene Version als Hyundai Equus zwischen 1999 und 2009 vermarktet hat. Angetrieben wurde der Dignity von einem 4,5 Liter großen 90°-Aluminium-V8, der mit Direkteinspritzung 206 kW (280 PS) leistete. Um speziell den Fondpassagieren mehr Raum zu bieten, war das Dach gegenüber dem Proudia um einen Zentimeter erhöht. Proudia und Dignity der ersten Generation blieben nur 15 Monate im Programm, da sich Mitsubishi aufgrund finanzieller Probleme genötigt sah, den Bau der Modelle einzustellen, um Kosten zu senken und sein Modellprogramm zu entschlacken. Der Wagen verfügte über eine CCD-Kamera für den Spurhalteassistenten und den Spurwechselassistenten, und Lidar-Abstandsregeltempomat, Mehrlenkerachse mit Luftfederung, Niveauregulierung und elektronischer Dämpferkontrolle.

## Zweite Generation (2012–2016)

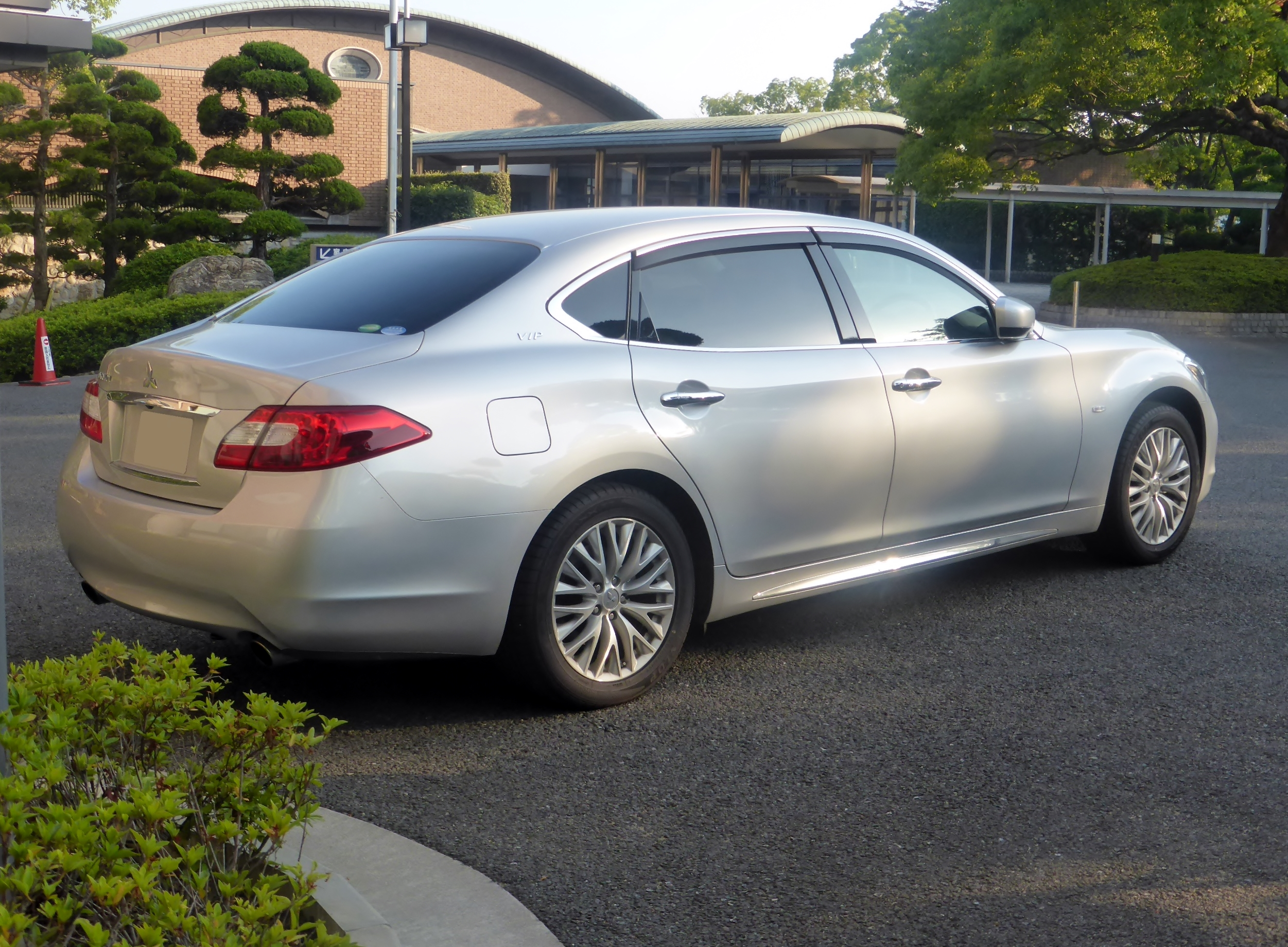
Heckansicht

Zwischen 2012 und 2016 wurde die zweite Generation des Mitsubishi Dignity genauso wie ein neuer Mitsubishi Proudia auf dem japanischen Markt vertrieben. Der Mitsubishi Dignity basiert hierbei mittels Badge-Engineering auf dem Nissan Cima Y51.